# Irenika
Az irenika görög eredetű szó, jelentése: békehittan.
A vitázó hittan, a polemika ellentéte, mivel a különböző vallásokban a közös vonásokat, tanokat keresi. Így az irányzat a hitbéli különbségek kiegyenlítését és a különböző felekezetek egyesítését tűzte ki célul.